# Synopsa
Synopsa – forma publikacji zestawiająca ze sobą teksty paralelne z różnych dzieł literackich. Stanowi podstawowe narzędzie porównywania podobnych tekstów. Synopsy stosowane są najczęściej w biblistyce, choć nie ograniczone do tekstów biblijnych i chrześcijańskich.
Najbardziej popularne są synopsy do Ewangelii – czyli zestawienia tekstów z Ewangelii synoptycznych, wraz z ew. fragmentami Ewangelii Jana. Wydawane są albo w języku oryginalnym, albo w przekładach narodowych. W Polsce w XX wieku ukazało się pięć polskich synops: 
- ks. Władysława Szczepańskiego TJ,
- ks. Eugeniusza Dąbrowskiego (synopsa łacińsko-polska),
- bp. Kazimierza Romaniuka,
- Michała Wojciechowskiego,
- Krzysztofa Sykty (online, w serwisie racjonalista.pl).

Inne synopsy biblijne obejmują podobne księgi np. 1-2 Księgi Królewskie oraz 1-2 Księgi Kronik. W 2002 wydana została Grecko-polsko-łacińska Synopsa do Pierwszej i Drugiej Księgi Machabejskiej, której autorem był abp Stanisław Gądecki. Porównał w niej teksty obu tych ksiąg oraz odpowiadające im fragmenty „Wojny żydowskiej” i „Starożytności żydowskich” Józefa Flawiusza. Jest to pierwsza na świecie publikacja tego rodzaju.
Ukazują się też synopsy międzyreligijne, np. Biblia a Koran. Synopsa wspólnych tradycji (autor: Johann-Dietrich Thyen, przekład komentarza: Marek M. Dziekan, opracowanie: Marek M. Dziekan, Paweł Pachciarek, wyd. Verbinum, Warszawa 2002. ISBN 83-7192-167-5).